# Air 26
Az Air 26 egy légitársaság, amelynek székhelye az angolai Luandaban található.  A 2006-ban alapított országos személyszállítási és teherfuvarozási járatokkal foglalkozó légitársaság a Quatro de Fevereiro repülőteréről üzemelteti járatait. Mint ahogy az összes többi angolai légitársaságot, (a TAAG kivételével) az Air 26-ot is kitiltották az Európai Uniós országokból.  2010-ben a társaság engedélyét visszavonták, de 2011. január 31-én vissza tudták szerezni.

## Flotta
Az Air 26 flottája a következő repülőgépekből áll (2019 augusztusában): 
| Repülőgép                  | Szolgálatban |
| -------------------------- | ------------ |
| Embraer EMB 120RT Brasilia | 2            |
| Embraer ERJ 135LR          | 2            |
| Embraer ERJ 145EP          | 1            |

### Korábbi flotta
- 1 további Embraer EMB 120-as repülőgép

## Kapcsolódó szócikk
- Légitársaságok listája